# Кабакчиев, Христо
Христо Стефанов Кабакчиев (2 января 1878 — 6 октября 1940) — секретарь Болгарской коммунистической партии (тесных социалистов) в декабре 1922—1928, историк (специалист по истории Болгарии и других балканских стран, а также по истории Болгарской коммунистической партии) и журналист.

## Биография

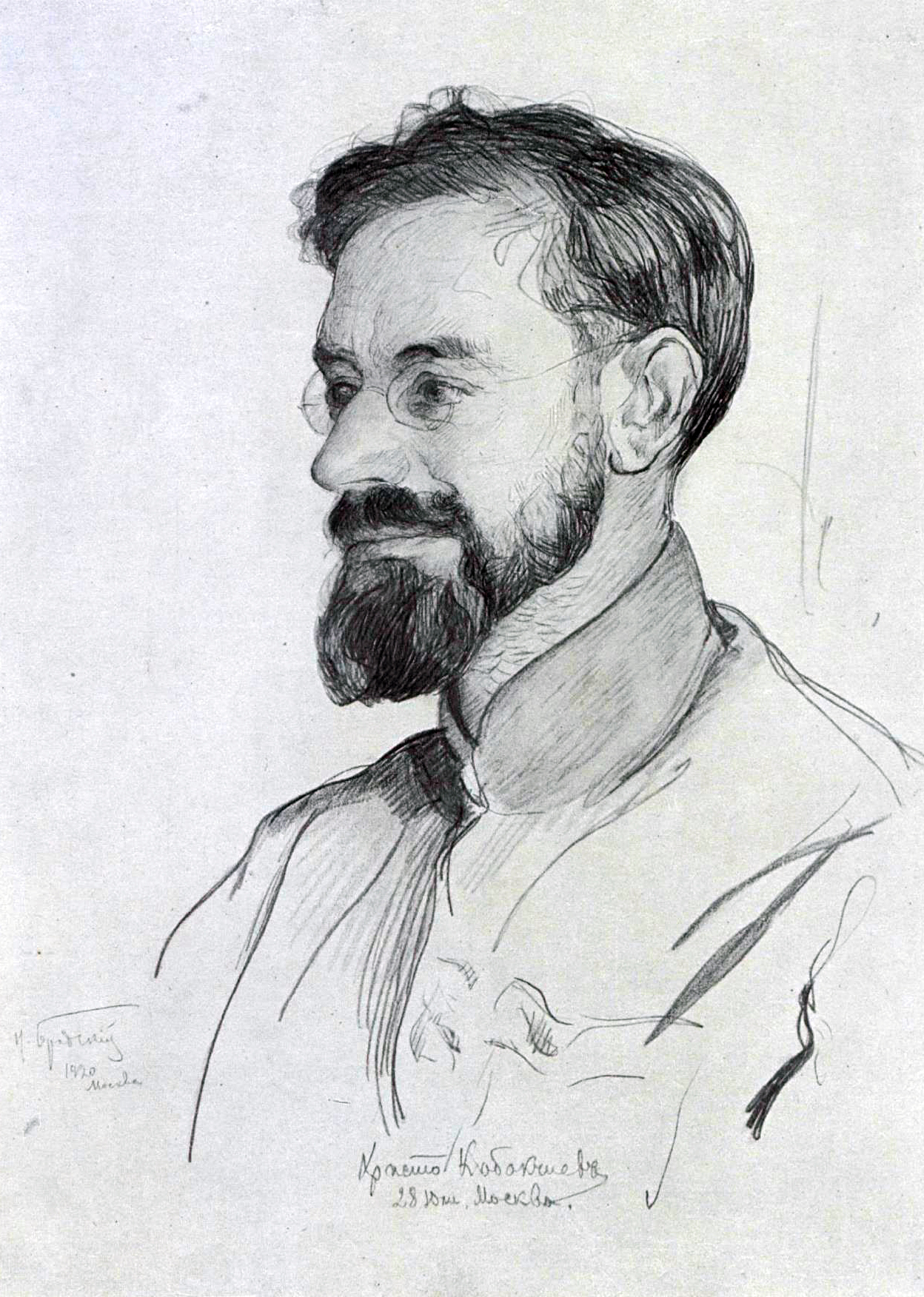
Х. Кабакчиев на Втором конгрессе Коминтерна (1920). Портрет работы И. Бродского

Родился в семье учителя, учился в гимназии в Варне (во время обучения принял участие в волнениях в 1894 году учащихся Варненской гимназии против политики правительства С. Стамболова).
В 1896 году стал одним из организаторов социалистических кружков среди гимназистов в Габрово.
С 1897 года — член Болгарской рабочей социал-демократической партии. В 1897 году учился на медицинском факультете университета в Монпелье, в 1898—1899 гг. — на юридическом факультете Женевского университета, в 1904 году окончил юридический факультет Софийского университета.
С 1903 года — член тесняков. Член ЦК Болгарской рабочей социал-демократической партии (тесных социалистов) в 1905—1928 гг. Редактор газеты «Работнически вестник» в 1910—1923 гг.
Ещё до начала Балканских войн Х. Кабакчиев стал сторонником создания балканской федерации демократических республик и начал разрабатывать концепцию объединения балканских славянских государств.
В качестве делегата БРСДРП (т.с.) участвовал в работе Штутгартского (1907), Копенгагенского (1910) и Базельского (1912) конгрессов II Интернационала.
Депутат Народного собрания Болгарии в 1914—1923.
Летом 1920 года в качестве делегата принимал участие в работе II конгресса Коминтерна, в 1921 году участвовал в работе III конгресса Коминтерна, в 1922 году участвовал в работе IV конгресса Коминтерна.
Активно участвовал в подготовке Сентябрьского восстания 1923 года, был арестован. В 1924 году стал членом Интернациональной контрольной комиссии Коминтерна. В 1925—1926 находился в тюрьме.
В 1926 году в результате акции МОПР (организовавшей сбор подписей и написание писем с требованием освобождения арестованных болгарских коммунистов) Х. Кабакчиев был освобождён правительством Болгарии и в конце 1926 года эмигрировал в Австрию (проживал в Вене).
С мая 1927 года проживал в СССР. В 1928 году участвовал в работе VI конгресса Коминтерна. С 1928 года член ВКП(б), научный сотрудник Института марксизма-ленинизма. С 1935 года — доктор исторических наук и научный сотрудник Института истории АН СССР.
Урна с прахом Христо Кабакчиева до 1980-х годов была захоронена на Новом Донском кладбище в Москве. В 1980-х годах перевезена на Родину и захоронена на Центральном кладбище в Софии.

## Работы
- Империализмът на Балканите. София, 1915.  (болг.)
- Очерки политической Болгарии [совместно с Л. Троцким]. М. — П.: Государственное издательство, 1923.
- Д. Благоев и болгарские тесняки // «Историк-марксист», 1935, т. 10, кн. 4.
- Избранни произведения. София, 1953.  (болг.)
- Спомени. София, 1955.  (болг.)
- Партия тесных социалистов, революция в России и циммервальдское движение // Октябрьская революция и зарубежные славянские народы. М., 1957.